# شو هناي
شو هناي (باليابانية: 花井 聖) (10 نوفمبر 1989 في ميوشي في اليابان – )؛ هو لاعب كرة قدم ياباني سابق كان يلعب كلاعب وسط.

## وصلات خارجية
- شو هناي على موقع رابطة كرة القدم اليابانية للمحترفين (اليابانية)
- شو هناي على موقع قاعدة بيانات كرة القدم.إي يو (الإنجليزية)
- شو هناي على موقع Soccerway.com (الإنجليزية)
- شو هناي على موقع عالم كرة القدم.نت (الإنجليزية)